# Hugo Cordshagen
Hugo Cordshagen (* 20. August 1921 in Güstrow; † 6. Dezember 1976 in Schwerin) war ein deutscher Archivar und Historiker.

## Leben
Der älteste der drei Söhne des Schlachtermeisters Paul Cordshagen wurde nach dem Abitur 1939 in Güstrow zum Wehrdienst eingezogen. Am 21. März 1939 hatte er die Aufnahme in die NSDAP beantragt und wurde zum 1. September desselben Jahres aufgenommen (Mitgliedsnummer 7.149.971). Als Schwerkriegsgeschädigter studierte er ab 1943 unter anderem Geschichte an den Universitäten Freiburg i. B. (WS 1943/44, SS 1944), Göttingen (WS 1944/45) und Rostock (1946–1950). Hier schloss er das Studium mit einem Diplom 1950 ab und wurde 1963 mit einer Dissertation zur historischen Entwicklung des Küstenschutzes promoviert. 1950 wurde er im ersten Lehrgang des Instituts für Archivwissenschaft in Potsdam zum wissenschaftlichen Archivar ausgebildet. Im Anschluss kam er 1951 an das Mecklenburgische Landeshauptarchiv Schwerin, wurde 1953 kommissarischer Direktor und 1955 im Amt bestätigt. Aus politischen Gründen wurde Cordshagen 1964 zum Stellvertretenden Direktor unter Franz Höppner, dem zu dieser Zeit noch stellvertretenden Vorsitzenden des Rats des Bezirks für Kultur, degradiert. 
Cordshagen war verheiratet mit der ebenfalls im Schweriner Archiv tätigen wissenschaftlichen Archivarin Christa Cordshagen, geb. Zitterstein (* 21. Dezember 1919, † 27. März 2008).

## Veröffentlichungen

### Monographien, Aufsätze
- Der Küstenschutz in Mecklenburg. Seine Geschichte von d. Anfängen bis zum Jahre 1945. (= Veröffentlichungen des Mecklenburgischen Landeshauptarchivs; Bd. 3), Schwerin: Petermänken 1964.
- Die Zweigstelle des Mecklenburgischen Landeshauptarchivs Schwerin im ehemaligen Marstall in Ludwigslust. In: Archivmitteilungen. Zeitschrift für Archivwesen, archivalische Quellenkunde und historische Hilfswissenschaften 14 (1964), Heft 3, S. 109–113.
- Das Archiv der mecklenburgischen Landstände. Seine Bedeutung als Quelle für die Geschichte Mecklenburgs. In: Archivmitteilungen. Zeitschrift für Archivwesen, archivalische Quellenkunde und historische Hilfswissenschaften 18 (1968), Heft 1, S. 23–26.
- mit Friedrich Stuhr, Christa Cordshagen: Mecklenburgisches Urkundenbuch. Bd. 25, Teil B: Nachträge. II. Reihe: 1235–1400, Leipzig 1977.

### Herausgeberschaften
- Veröffentlichungen des Mecklenburgischen Landeshauptarchivs in Verbindung mit der Staatlichen Archivverwaltung, Schwerin: Petermänken-Verlag